# BabyMonster

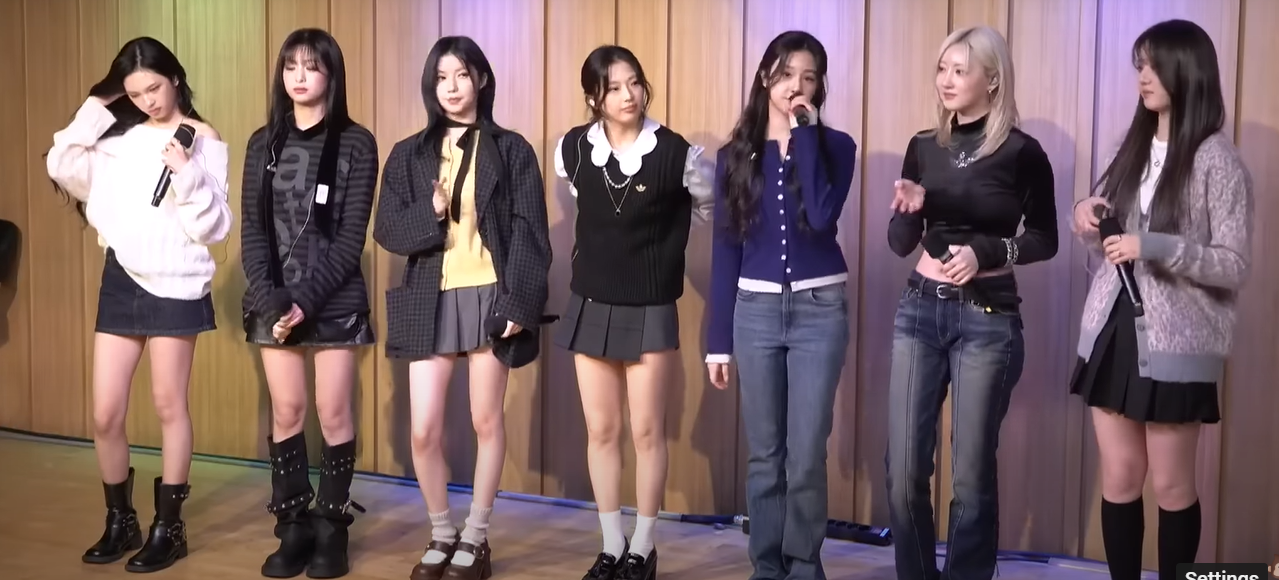

BabyMonster (кор. 베이비몬스터, укр. БебіМонстр), також відомі як Baemon (кор. 베몬) — південнокорейський жіночий гурт продюсерської компанії YG Entertainment. Гурт дебютував 27 листопада 2023 із дебютним синглом «Batter Up». Учасницями гурту є Рука, Фаріта, Аса, Рамі, Рора, Чікіта та Ахьон.

## Кар'єра

### 2018—2022: до дебюту
Після дебюту жіночих гуртів YG Entertainment 2NE1 (2009) і Blackpink (2016) новини про наступний жіночий гурт лейблу поширювалися ще у 2018 році. 12 грудня 2019 року YG Entertainment офіційно зареєструвало торгову марку BABY MONSTERS. 18 лютого 2020 року компанія також офіційно зареєструвала торгову марку BAEMON, (складова абревіатура першої назви).
2 січня 2021 року видання EDAILY повідомило, що більше 10 розважальних лейблів планують випустити свої нові чоловічі та жіночі гурти, в тому числі й компанія YG Entertainment[джерело?].
YG Entertainment приймали трейні із різних країн, деяких із них стали учнями тренувального центру у віці 10 років, у середньому навчання і тренування тривають чотири-п'ять років. Формування групи було завершено з трьох південнокорейців (Ахеон, Харам, Рора), двох японців (Рука, Аса) і двох тайців (Фаріта, Чікіта).
Кілька членів мали попередній досвід роботи в індустрії розваг перед тим, як їх прийняли в YG Entertainment. Харам була дитиною-моделлю з двох років, Рука та Рора дебютували як засновниці японської жіночої групи Shibu3 project (2017) і дитячої музичної групи U.SSO Girl (2017) з Хєїн з NewJeans відповідно, і Фаріта була моделлю і прослуховувалася для реаліті-шоу на виживання Idol Paradise (2021). Рука тренувалася найдовше з семи учасниць, ще до Аси та Харам, які пройшли прослуховування у 2018 році, Рори у травні 2018 року та Ахьон у грудні 2018 року. Фаріта була обрана з-поміж 1226 претендентів під час її прослуховування в липні 2020 року, а Чікіта тренувалася найменше із септету та стала його останнім членом після трьох місяців навчання з моменту її відбору у 2021 році У розпал тренувань виявилося, що вокал учасників був записаний у фінальному приспіві головного синглу «Iyah» (кор. 아이야, aiya) колеги по лейблу Кан Сонйон.

### 2023: представлення гурту іLast Evaluation
YG Entertainment представила постер із підписом «YG Next Movement» і тінню 7 дівчат 30 грудня 2022 року, що стало офіційним представлення гурту. 1 січня 2023 року лейбл опублікував на YouTube трейлер дебюту гурту, яке зібрало 15 мільйонів переглядів за три дні і в якому з'явилися учасники Winner і Blackpink, братський дует AKMU, танцюрист і хореограф Ліджун Лі та засновник лейблу Ян Хьонсук. Представлення нової жіночої групи BabyMonster разом з оголошенням про можливе повернення G-Dragon як соліста того ж дня сприяло подальшому зростанню акцій лейбла, які досягнули піка в 11,74 %. Семеро учасників були представлені публіці шляхом поступового випуску відеозаписів живих виступів, починаючи з 12 січня (по порядку: Харам, Ахеон, Чікіта, Аса, Рора, Фаріта та Рука). YouTube-канал BabyMonster за 52 дні з моменту створення 28 грудня 2022 року, перевищив мільйон підписок. 5 березня YG Entertainment представила трейлер веб-шоу під назвою Last Evaluation (англ. «Останнє оцінювання»), в якому розповідається про формування гурту, прем'єра якого відбулася 10 березня. 11 травня 2023 року на каналі BABYMONSTER вийшло відео про офіційний склад гурту — Рука, Фаріта, Аса, Ахьон, Харам, Рора та Чікіта. 13 травня 2023 року вийшла перша пре-дебютна пісня — Dream.

## Публічний імідж
Гурт представляє імідж «підлітків», який відрізняється від попередніх жіночих виконавців лейблу, септет зберігає характерні харизматичні елементи YG Entertainment. Членів гурту BabyMonster як суспільство, так і засоби масової інформації називають «елітою», кожна учасниця є найкращою виконавицею вокалу, репу і танців. Також відомо, що дівчата добре володіють різними мовами, включаючи корейську, англійську, японську, тайську та китайську.
В опитуванні, проведеному бізнес-журналом у сфері розваг JoyNews24, двісті співробітників індустрії розважальних компаній і телерадіомовників, виробників фільмів і телевізійного контенту, а також репортерів розваг поставили орієнтовну групу на дев'яте місце серед інших в рейтингу «Найочікуваніший виконавець кінця 2021 і 2022 років» разом з IVE.

## Учасниці
| Сценічний псевдонім | Ім'я при народженні                        | Дата народження | Позиція в гурті                  |
| ------------------- | ------------------------------------------ | --------------- | -------------------------------- |
| Рука (루카)         | Кавай Рука (河井瑠花)                      | 20 березня 2002 | Танцюристка, реперка             |
| Фаріта (파리타)     | Пхаріта Бунпхакдітхавійод (ภริตา บุญภักดีทวียศ) | 26 серпня 2005  | Вокалістка, танцюристка          |
| Аса (아사)          | Енамі Аса (榎並杏紗)                       | 17 квітня 2006  | Реперка, танцюристка             |
| Ахьон (아현)        | Чон Ахьон (정아현)                         | 11 квітня 2007  | Вокалістка, реперка, танцюристка |
| Харам (하람)        | Сін Харам (신하람)                         | 17 жовтня 2007  | Вокалістка, реперка, танцюристка |
| Рора (로라)         | Лі Даін (이다인)                           | 14 серпня 2008  | Вокалістка, танцюристка          |
| Чікіта (치키타)     | Рірача Пхондечапхіпхат (ริรชา พรเดชาพิพัฒ)    | 17 лютого 2009  | Вокалістка, танцюристка, макне   |

## Дискографія

### Сингли
| Назва                 | Рік  | Пікові позиції у чартах | Пікові позиції у чартах | Пікові позиції у чартах | Пікові позиції у чартах | Пікові позиції у чартах | Пікові позиції у чартах | Пікові позиції у чартах | Пікові позиції у чартах | Пікові позиції у чартах | Продажі      | Альбом            |
| Назва                 | Рік  | KOR                     | IDN                     | JPN Hot                 | NLD Glo.                | NZ Hot                  | SGP                     | TWN                     | US World                | WW                      | Продажі      | Альбом            |
| --------------------- | ---- | ----------------------- | ----------------------- | ----------------------- | ----------------------- | ----------------------- | ----------------------- | ----------------------- | ----------------------- | ----------------------- | ------------ | ----------------- |
| «Batter Up»           | 2023 | 123                     | 14                      | 100                     | 14                      | 14                      | 10                      | 7                       | 5                       | 101                     | - США: 1,000 | Сингл без альбому |
| «Stuck in the Middle» | 2024 | В очікуванні            | В очікуванні            | В очікуванні            | В очікуванні            | В очікуванні            | В очікуванні            | В очікуванні            | В очікуванні            | В очікуванні            | В очікуванні | В очікуванні      |

## Відеографія

### Музичні кліпи
| Назва       | Рік  | Режисер(и) | Нотатки                   | Прим.  |
| ----------- | ---- | ---------- | ------------------------- | ------ |
| «Dream»     | 2023 | Невідомий  | Пре-дебютне музичне відео | [ 38 ] |
| «Batter Up» | 2023 | Gigant     | Дебютне музичне відео     | [ 39 ] |

## Фільмографія
- Last Evaluation («Останнє оцінювання») (2023, YouTube)[19]

## Нагороди і номінації
| Церемонія                 | Рік  | Категорія                                       | Номінант / робота | Результат    | Прим.  |
| ------------------------- | ---- | ----------------------------------------------- | ----------------- | ------------ | ------ |
| Circle Chart Music Awards | 2024 | Rookie of the Year — Global Streaming           | «Batter Up»       | Перемога     | [ 40 ] |
| Circle Chart Music Awards | 2024 | Mubeat Global Choice Award — Female             | BabyMonster       | Longlisted   | [ 41 ] |
| Circle Chart Music Awards | 2024 | Rookie of the Year — Streaming Unique Listeners | «Batter Up»       | Номінація    | [ 42 ] |
| The Fact Music Awards     | 2024 | Best Music (Winter)                             | «Batter Up»       | В очікуванні | [ 43 ] |
| Mubeat Awards             | 2023 | Best Rookie Artist                              | BabyMonster       | В очікуванні | [ 44 ] |
| Mubeat Awards             | 2023 | Music Video of the Year                         | «Batter Up»       | В очікуванні | [ 44 ] |